# رسو والتحام المركبات الفضائية

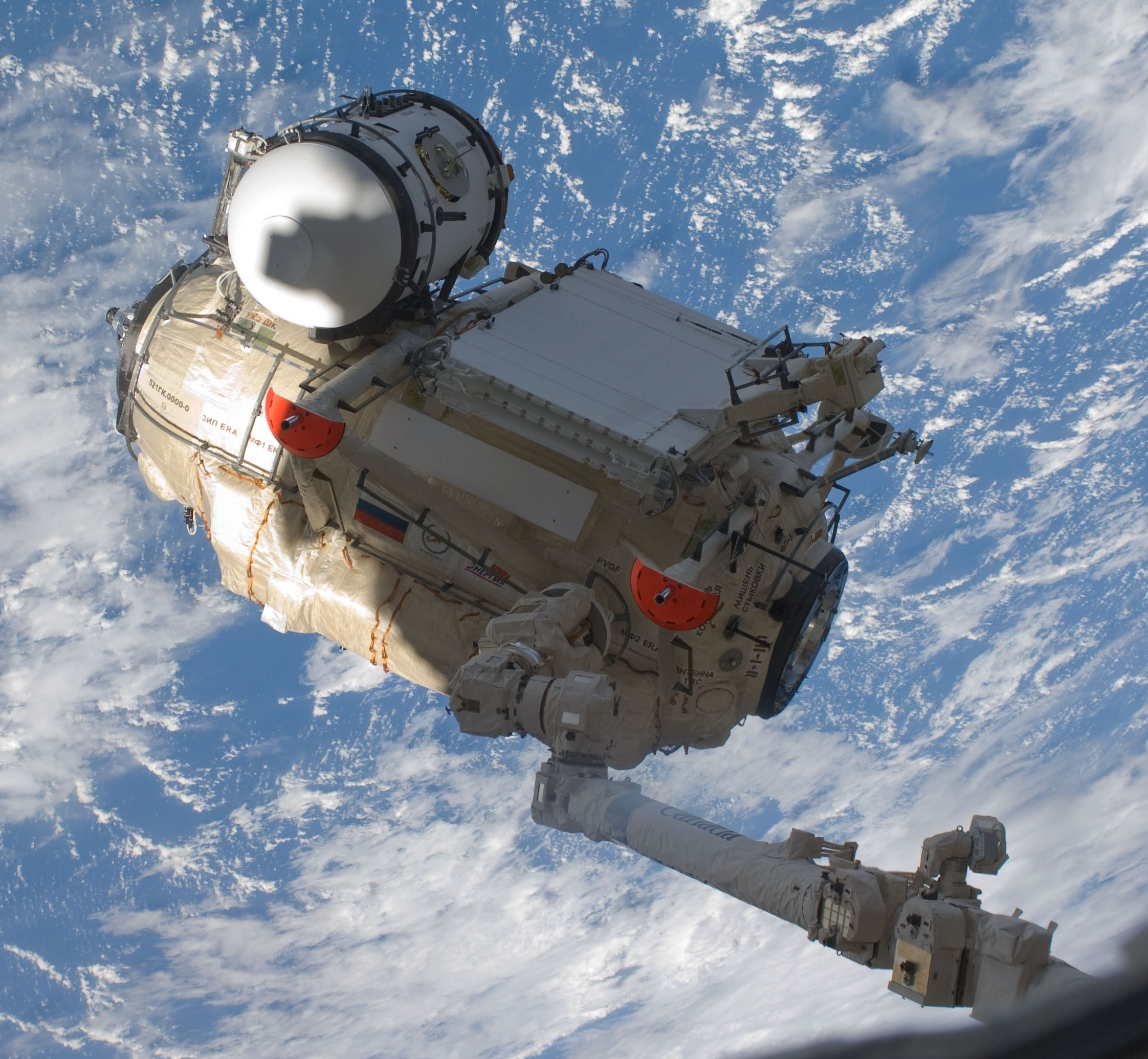
إلتحام وحدة فضائية خلال المهمة إس تى إس 132

هي تقنية يقصد بها رسو والتحام المركبات الفضائية معاً سواءً كان هذا التحاماً مؤقتاً أو شبه دائماً كما في حالة التحام أحد الوحدات بمحطة فضائية.
و يشير الالتحام تحديداً إلى انضمام مركبتين فضائيين منفصلتين سابحتان في الفضاء معاً، بينما يشير الإرساء إلى عملية التعشيق وذلك عندما توضع وحدة أو مركبة فضائية غير مفعلة على واجهة مركبة فضائية أخرى عن طريق ذراع آلية مخصصة لذلك.

## معرض صور

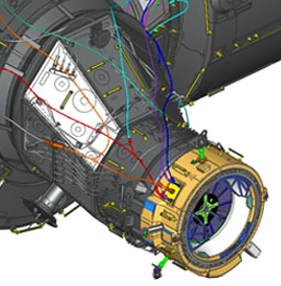
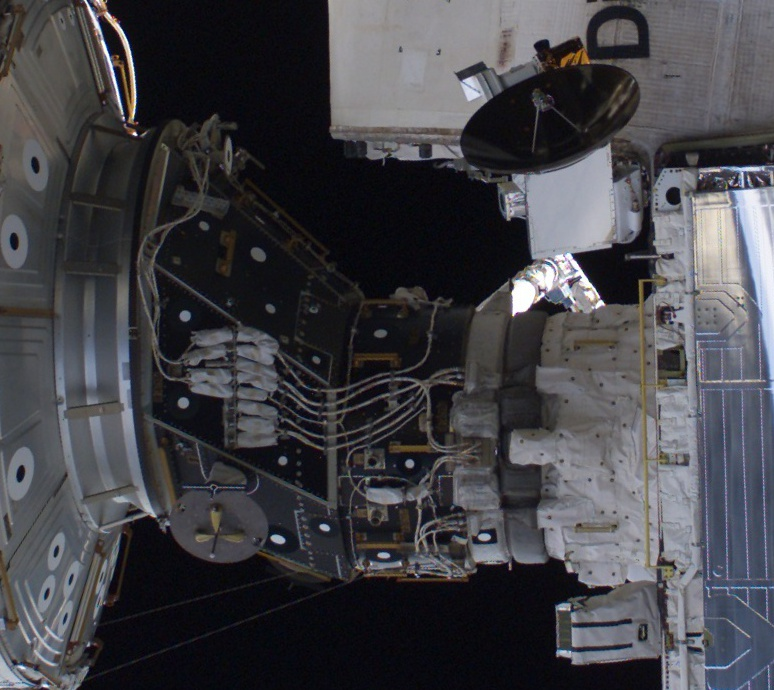
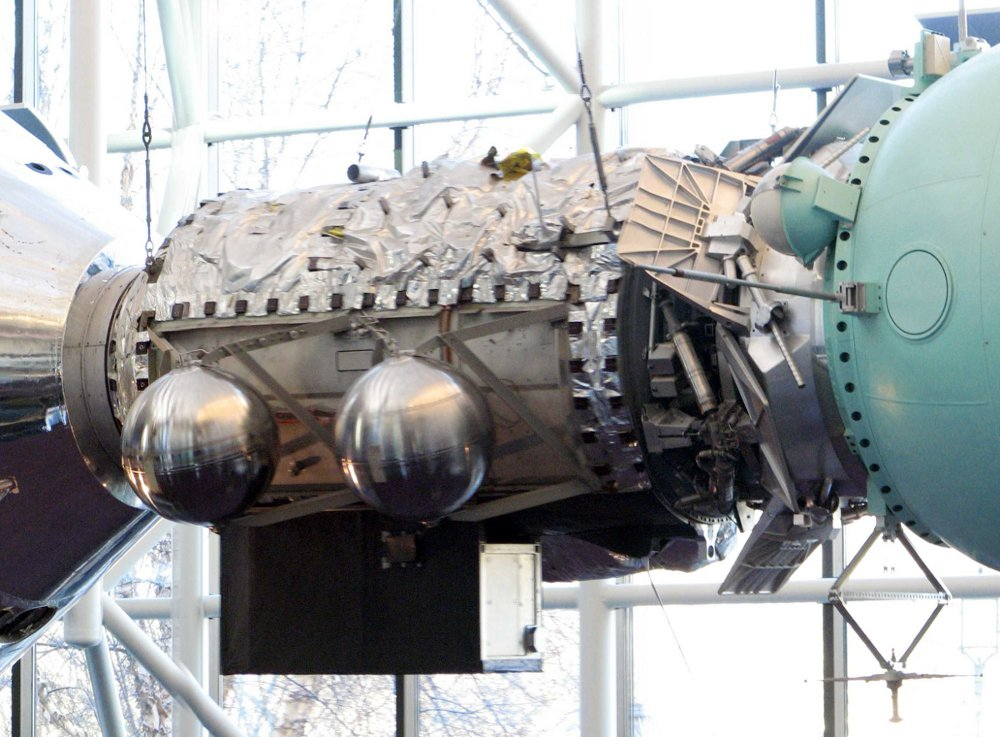